# 巴德加姆
巴德加姆（Badgam），是印度查谟和克什米尔巴德加姆縣的一个城镇。总人口15932（2001年）。

## 人口
该地2001年总人口15932人，其中男性10948人，女性4984人；0—6岁人口1002人，其中男491人，女511人；识字率68.38%，其中男性为80.53%，女性为41.69%。